# 杨家宅慰安所
杨家宅慰安所是1938年1月13日由日本上海派遣军东兵站司令部開設的一個慰安所。當時慰安所掛的牌子名叫杨家宅娱乐所。慰安所地點位于現今中華人民共和國上海市楊浦區翔殷路与民星路之间的东沈家宅内。这是中國抗日战争期間日军设立的第一个由军队管理的大型慰安所。慰安所前期由日本军队管理，后期由日本私人老板承包。